# Серхіо Гойрі
Серхіо Гойрі Перес (ісп. Sergio Goyri Perez; нар. 14 листопада 1958, Пуебла) — мексиканський актор театру, кіно та телебачення.

## Життєпис
Народився 14 листопада 1958 року у місті Пуебла, столиці однойменного штату. На телебаченні дебютував 1976 року у другорядній ролі в теленовелі «Паралельні світи» з Лусією Мендес та Ернесто Алонсо. 1979 року почав зніматися у кіно. Успіх принесли ролі у теленовелах «Прокляття» (1983), «Анхеліка» (1985), «Дні без Місяця» (1990), «Вкрадене життя» (1991), «Мені не жити без тебе» (1996—1997), «Дім на пляжі» (2000), «Моя кохана дівчинка» (2003), «Осіння шкіра» (2005), «Мій гріх» (2009), «Я твоя хазяйка» (2010), «Подвійне життя» (2011—2012) та інших. Також записав три платівки — «La fiesta de mi pueblo», «Hecho para ti» та «Sergio Goyri», — та виступив режисером, сценаристом та продюсером низки відеофільмів.
Актор є батьком п'ятьох дітей — трьох від першого шлюбу та двох від другого з Теллі Філіппіні.
15 лютого 2019 року актор опинився в епіцентрі скандалу, коли соцмережами було поширено відеоролик, в якому чути як Гойрі зневажливо відгукується про акторську роботу Яліци Апарисіо і дозволяє собі расистські висловлювання. Пізніше актор приніс вибачення. Коментуючи ситуацію, Апарисіо заявила, що пишається своїм походженням.

## Вибрана фільмографія
| Рік       |   | Українська назва       | Оригінальна назва         | Роль                    |
| --------- | - | ---------------------- | ------------------------- | ----------------------- |
| 1976      | с | Паралельні світи       | Mundos opuestos           | Хоакін                  |
| 1980      | ф | Вуличний собака        | Perro callejero           | Андрес                  |
| 1980      | ф | Людина без страху      | El hombre sin miedo       | Едуардо Фаріас          |
| 1981      | с | Дивні шляхи кохання    | Extraños caminos del amor | Альваро                 |
| 1981      | ф | Вуличний собака 2      | Perro callejero 2         | Андрес                  |
| 1981      | ф | Смерть у спадок        | Herencia de muerte        | Фернандо Арріага        |
| 1983      | с | Прокляття              | El maleficio              | Сесар де Мартіно        |
| 1984      | ф | Педро Наваха           | Pedro Navaja              | Ель Кумбіас             |
| 1984      | ф | Зрадливий батько       | El padre tampitas         | Рубен                   |
| 1985      | с | Анхеліка               | Angélica                  | Умберто Корона          |
| 1985      | ф | Ескадрон смерті        | El escuadron de la muerte | Рамон Кабрера           |
| 1986      | ф | Графіті                | La pintada                | Факундо                 |
| 1986      | ф | Кафр                   | El cafre                  | Франсіско Рохас         |
| 1987      | ф | Шлях до пекла          | Camino al infierno        | Хорхе                   |
| 1987      | с | Ціна слави             | El precio de fama         | Хайме Гарай             |
| 1988      | ф | Ніч звіра              | La noche de la bestia     | Рамон                   |
| 1990      | с | Дні без Місяця         | Días si luna              | Андре Монастеріос       |
| 1991—1992 | с | Вкрадене життя         | Vida robada               | Карлос Медіна           |
| 1996—1997 | с | Мені не жити без тебе  | Te sigo amando            | Ігнасіо Агірре          |
| 2000      | с | Дім на пляжі           | La casa en la playa       | Хуан Карлос Кабрера     |
| 2001      | с | Зачатий без гріха      | Sin pecado concebido      | Еміліано Марторель Очоа |
| 2003      | с | Моя кохана дівчинка    | Niña amada mia            | Віктор Ісагірре         |
| 2004      | с | Рубі                   | Rubi                      | Яго Пієтрасанта         |
| 2005      | с | Осіння шкіра           | Piel de otoño             | Рамон Мендоса           |
| 2006      | с | Дуель пристрастей      | Duelo de pasiones         | Альваро Монтельяно      |
| 2007      | с | Кохання без макіяжу    | Amor sin maquillaje       | Ектор Ібарра            |
| 2009      | ф | Голова Будди           | Cabeza de buda            | Педро                   |
| 2009      | с | Мій гріх               | Mi pecado                 | Габіно Роура Бельтран   |
| 2010      | с | Я твоя хазяйка         | Soy tu dueña              | Росендо Гавілан         |
| 2011—2012 | с | Подвійне життя         | Dos hogares               | Рікардо Вальтьєрра      |
| 2013      | с | Непокірне серце        | Corazón indomable         | Альваро Сіфуентес       |
| 2015      | с | Хай Бог простить тобі  | Que te perdone Dios       | Фаусто Лопес Герра      |
| 2016      | с | Сеньйора Асеро         | Señora Acero 3: La Coyote | Хесус «Чучо» Касарес    |
| 2018      | с | Фальшива особистість   | Falsa identidad           | Гавіно Гаона            |
| 2019      | ф | Ісус із Назарета       | Jesús de Nazareth         | Ірод                    |
| 2021      | с | Створюючи своє кохання | Diseñando tu amor         | Гільєрмо Варгас Мота    |
| 2022      | с | Таємна пристрасть      | Pasión de gavilanes       | Самуель Кабальєро       |
| 2023      | с | Прокляття              | El maleficio              | Умберто Самора          |
| 2023      | с | Земля надії            | Tierra de esperanza       | Рутіліо Феррер          |

Режисер
- Затримання / Retén (1991)
- Виживання / Supervivencia (1992), також продюсер.
- Таємна зброя / El arma secreta (1992)
- Нічний сторож / Vigilante nocturno (1993), також автор сценарію та продюсер.
- Паніка у раю / Pánico en el paraíso (1994)
- Пекельний трон / El trono del infierno (1994)
- Помри на мій лад / Morir a mi manera (1994), також автор сценарію та продюсер.
- Приватний ключ / Clave privada (1996), також автор сценарію.
- Новий ключ / Clave nueva (1996)
- Ниці пристрасті / Bajas pasiones (1999), також автор сценарію та продюсер.
- Відповідні гонки / Carreras parejeras (2002), також автор сценарію та продюсер.
- Реквієм за Діаною / Réquiem para Diana (2006), також автор сценарію.
- Кров проклятих / Sangre de malditos (2010)
- Сімка / Los Siete (2010)

## Нагороди та номінації
TVyNovelas
- 1984 — Найкраща чоловіча роль — відкриття (Прокляття).
- 1986 — Номінація на найкращого актора (Анхеліка).
- 1991 — Номінація на найкращого актора (Дні без Місяця).
- 1992 — Номінація на найкращого актора (Вкрадене життя).
- 1998 — Найкращий актор (Мені не жити без тебе).
- 2002 — Номінація на найкращого лиходія (Зачатий без гріха).
- 2003 — Номінація на найкращого актора (Моя кохана дівчинка).
- 2006 — Найкращий лиходій (Осіння шкіра).
- 2010 — Номінація на найкращу роль у виконанні заслуженого актора (Мій гріх).
- 2011 — Номінація на найкращого лиходія (Я твоя хазяйка).
- 2012 — Номінація на найкращого актора (Подвійне життя).

Bravo Awards
- 2006 — Найкращий лиходій (Осіння шкіра).

TV Addict Golden Awards
- 2005 — Найкращий лиходій (Осіння шкіра).
- 2009 — Найкращий лиходій (Мій гріх).
- 2010 — Найкращий лиходій (Я твоя хазяйка).
- 2010 — Найкращий лиходій десятиліття (Осіння шкіра).